# Delfine Rouffignac
Delfine Rouffignac est une actrice française née le 6 septembre 1991 à Draguignan dans le Var.

## Biographie
En 1998, en parallèle à sa scolarité, elle commence une carrière dans le mannequinat. L'année suivante, on lui propose de tourner dans la série Sous le soleil sur TF1 dans laquelle elle joue le rôle de Clara, fille adoptive du Docteur Laure Olivier (Bénédicte Delmas). Elle fait son apparition dans l'épisode no 102, Mères et filles.
En 2001 elle obtient un rôle pour jouer dans le film Quand je vois le soleil.
En février 2009, Delfine tourne dans la série Alice Nevers, Le juge est une femme.
En juin 2009, elle obtient son baccalauréat, série Littéraire, avec mention Assez Bien.

## Filmographie

### Cinéma
- 2006 : Bon vent (court-métrage)
- 2001 : Quand je vois le soleil de Jacques Cortal, Roxane

### Télévision
- 1999 - 2008 : Sous le soleil d'Éric Summer, Clara Olivier
- 2001 : Méditerranée, Jeanne
- 2009 : Alice Nevers, le juge est une femme de Denis Amar (saison 7, épisode 5), Sadia
- 2012 : R.I.S Police scientifique (saison 7, épisode 4), Elisa Keller
- 2012 : Plus belle la vie (saison 8, prime-time 10), Charlotte
- 2013 - 2014 : Sous le soleil de Saint-Tropez, Clara Olivier